# Damnatur
Damnatur (latin "fördömes"), är en censurformel, enligt vilken en skrift icke får offentliggöras genom tryck. Motsatsen är imprimatur.